# Вилађо ла Кверча (Торино)
Вилађо ла Кверча је насеље у Италији у округу Торино, региону Пијемонт.
Према процени из 2011. у насељу је живело 307 становника. Насеље се налази на надморској висини од 306 м.